# ダニー・ダイア
ダニー・ダイア（Danny Dyer、1977年7月24日 - ）は、イングランドの俳優。

## 主な出演作品
- 第一容疑者3 Prime Suspect 3 (1993) ※テレビミニシリーズ
- ヒューマン・トラフィック Human Traffic (1999)
- ザ・トレンチ 塹壕 The Trench (1999)
- グリーンフィンガーズ Greenfingers (2000)
- ハイヒール・エンジェル High Heels and Low Lifes (2001)
- ミーン・マシーン Mean Machine (2001)
- 刑事フォイル Foyle's War (2002)
- フットボール・ファクトリー The Football Factory (2004)
- アバウト・ア・“サッカー”・ボーイ The Other Half (2006)
- サヴァイヴ 殺戮の森 Severance (2006)
- 必殺処刑人 Outlaw (2007)
- バイオレンス・ブリット Straightheads (2007)
- キス・オブ・デス Kiss of Death (2008) ※テレビ映画
- ゾンビハーレム Doghouse (2009)
- マリス・イン・ワンダーランド Malice in Wonderland (2009)
- デッドチェイス -24時間- Dead Man Running (2009)
- ラン・オブ・ザ・デッド Devil's Playground (2010)
- 30アサルト 英国特殊部隊 Age of Heroes (2011)
- ランナーゲーム Freerunner (2011)
- ハード・パニッシャー Vendetta (2013)